# Brinsley Schwarz (album)
Brinsley Schwarz è il primo album del gruppo musicale Brinsley Schwarz, pubblicato dalla Capitol Records (negli Stati Uniti) e dalla United Artists Records (nel Regno Unito) nell'aprile del 1970. Il disco fu registrato all'Olympic Studio di Barnes, Londra (Inghilterra).

## Tracce
Brani composti da Nick Lowe, eccetto dove indicato
Lato A
1. Hymn to Me – 4:50 (Bill Rankin, Bob Andrews, Brinsley Schwarz, Nick Lowe)
2. Shining Brightly – 4:20
3. Rock and Roll Women – 3:21
4. Lady Constant – 7:21

Lato B
1. What Do You Suggest? – 4:46
2. Mayfly – 4:37
3. Ballad of a Has Been Beauty Queen – 10:37

## Musicisti
- Brinsley Schwarz - chitarra, percussioni, voce
- Bob Andrews - tastiere, basso, voce
- Nick Lowe - basso, chitarra acustica, chitarra slide, voce
- Bill Rankin - batteria, percussioni[1]